# Ашли Джъд
Ашли Джъд (на английски: Ashley Judd), с рождено име Ашли-Тейлър Симинела, е американска киноактриса, номинирана 2 пъти за наградата Златен глобус, станала световноизвестна с ролите си във филмите: „Руби в Рая“, „Жега“, „Време да убиваш“, „Двойно убийство“, „Целуни момичетата“, „Тежки престъпления“.

## Ранен живот
Ашли Джъд е родена на 19 април 1968 г. в Гранада Хилс, Калифорния. Нейната майка е Даяна-Елън Джъд, известна като Наоми Джъд, медицинска сестра в Общинската болница в Енкино, Калифорния, която около раждането на Ашли остава безработна. Баща ѝ – Майкъл Симинела джуниър – е маркетинг-анализатор на конни надбягвания. Наоми и Майкъл се развеждат през 1972 г.
Към 1974 г. Ашли, приемната дъщеря на баща ѝ и по-голяма сестра на Ашли – Кристина-Клер – и майка им се преместват да живеят в родния щат на майката – Кентъки. Семейството живее сравнително бедно, а вследствие постоянните премествания и пътувания Ашли сменя 12 училища. Когато Ашли е на 14-годишна възраст, нейната майка Наоми и Уинона Джъд (под който псевдоним се изявява Кристина-Клер Симинела), които са кънтри-певици, започват да пеят в дует, наречен „The Judds“. Песните им стават много популярни и материалното положение на семейството значително се подобрява, а през 1989 г. Наоми се омъжва отново – за госпъл-изпълнителя Лари Стрикланд.
Ашли се записва в Университета на Кентъки, където учи френски език и литература. Изоставя университета през 1990 г., но по-късно се връща към следването и го завършва през 2007 г., със степен „бакалавър по френски език“. Присъединява се към Корпуса на мира през 1988 г., а малко по-късно отива в Холивуд, където учи при уважавания учител по актьорско майсторство Робърт Карнеги, в неговата школа „Playhouse West“, междувременно работейки в ресторант „Ivy“, като сервитьорка. По това време тя живее в Малибу, Калифорния, в къща под наем, която е опожарена по време на големите пожари в Малибу през 1993 г.

## Актьорска кариера
През 1991 г. Ашли Джъд се появява по екраните, като мичман Робин Лефлер – офицер от Звездния флот, в 2 поредни епизода на култовия научнофантастичен сериал „Стар Трек: Следващото поколение“ – участва в сериите „Darmok“ и „The Game“. От 1991 до 1994 г. има постоянно участие в сериал, играейки ролята на Рийд, дъщеря на Алекс, в телевизионната драма на NBC „Сестри“. Прави своя дебют в киното с малка роля във филма „Къфс“ през 1992 г.
През 1993 г. печели кастинг за главна роля във филма „Руби в Рая“ (режисьор – Виктор Нуньес). За ролята си на Руби Лий Гайзинг, една млада жена, която се опитва да изгради нов живот, и да започне кариерата като актриса, Джъд печели Голямата награда на Филмовия фестивал в Сънданс. Получава и възторжени отзиви от критиците. Големият режисьор Оливър Стоун, който я гледа във филма на Нуньес, кани Джъд да участва във филма му „Убийци по рождение“ (за живота на серийните убийци Мики и Малори Нокс), но по-късно сцените, за които е поканена, са изрязани от пуснатата за прожекции версия на филма.
Вече известна в Холивуд, през следващата година тя е поканена от режисьора Майкъл Ман да участва в хитовия екшън „Жега“, с участието и на Робърт Де Ниро, Ал Пачино и Вал Килмър, чийто герой във филма е съпруг на нейната героиня. Към края на 90-те години Джъд се прочува още повече, изигравайки главните роли в няколко трилъра, с отлични приходи, включително „Целуни момичетата“ (партнира си с Морган Фрийман) през 1997 г. и „Двойно убийство“ (с участието на Томи Лий Джоунс) през 1999 г. Следващите ѝ няколко участия са във филмите „Някой като теб“ (2000) и „Тежки престъпления“ (2002, партнирайки си отново с Морган Фриймън), като за тези си участия получава само смесени отзиви и има умерен успех в боксофиса.
През 2004 г. Ашли Джъд е номинирана за награда Златен глобус, за изиграната от нея роля в биографичния филм на режисьора Ъруин Уинклер за живота на композитора Коул Портър – „De-Lovely“, в който играе заедно с друга холивудска знаменитост – Кевин Клайн.
Сред по-късните ѝ успехи е участието ѝ във фантастичната поредица „Дивергенти“.

## Мода
Джъд е единственото рекламно лице на известното списание „American Beauty“, както и на козметична марка Estée Lauder, рекламира известната верига универсални магазини „Kohl's“ и бижутерските магазини „Стърн“. През юни 2007 г. дизайнерската компания за облекла „Goody's Family Clothing“ обявява, че наесен ще пусне на пазара 3 нови модни линии с името „Джъд“: „AJ“, „Любовта на Ашли“ и „Ашли Джъд“. По отношение на модната линия тя казва: „Развълнувана съм да участвам в една модна линия, която осигурява семпли, но прекрасни решения за гардероба на жените“.

## Личен живот
Женена за автомобилния състезател Дарио Франкити, от 2001 до 2013 г., когато се развеждат. Бракът им остава бездетен.

## Активизъм
В кандидат-президентската кампания в САЩ през 2008 г. Ашли е горещ поддръжник на бъдещия президент на САЩ Барак Обама.
През 2009 г. Джъд се появява в едноминутна видео, в подкрепа на природозащитниците от „Wildlife Action Fund“, в което тя критикува бившата кандидатка за вицепрезидент на САЩ и губернатор на щат Аляска Сара Пейлин, че подкрепя лова на вълци в щата. В отговор Пейлин заявява, че целта на изтребването им е защитата на популацията на елени-карибу в Аляска, и нарича защитниците на дивата природа от фонда – „екстремисти“.

## Избрана филмография
- 1993 – „Руби в Рая“ (Ruby in Paradise)
- 1995 – „Жега“ (Heat)
- 1996 – „Време да убиваш“ (A Time to Kill)
- 1997 – „Целуни момичетата“ (Kiss the Girls)
- 1999 – „Двойно убийство“ (Double Jeopardy)
- 2000 – „Там, където е сърцето“ (Where the Heart Is)
- 2001 – „Някой като теб“ (Someone Like You)
- 2002 – „Тежки престъпления“ (High Crimes)
- 2002 – „Съкровените тайни на жриците“ (Divine Secrets of the Ya-Ya Sisterhood)
- 2002 – „Фрида“ (Frida)
- 2004 – „Измама“ (Twisted)
- 2004 – „Вечната музика“ (De-Lovely)
- 2010 – „Феята на зъбките“ (Tooth Fairy)
- 2011 – „Уинтър: Историята на един делфин“ (Dolphin Tale)
- 2011 – „Мухоловка (Flypaper)
- 2013 – „Код: Олимп“ (Olympus Has Fallen)
- 2014 – „Дивергенти“ (Divergent)
- 2015 – „Дивергенти 2: Бунтовници“ (The Divergent Series: Insurgent)
- 2016 – „Дивергенти 3: Предани“ (The Divergent Series: Allegiant)